# Sylvia Nels
Sylvia Nels (* 18. Januar 1973 in Remscheid als Sylvia Lorse) ist eine deutsche Singer-Songwriterin die für Musik im Eifeler Mundart bekannt geworden ist.

## Leben
Nels wurde 1973 als Jüngste von drei Brüdern und vier Schwestern geboren. Nels wuchs bei ihren Großeltern in Ingendorf auf. 1992 schloss sie ihr Abitur am Staatlichen Eifel-Gymnasium in Neuerburg ab. Anschließend studierte sie an der Universität Koblenz-Landau Grundschullehramt mit den Fächern Mathematik, Musik und Philosophie. Danach absolvierte Nels eine Erzieherausbildung, die sie 1998 als staatlich geprüfte Erzieherin abschloss. Am 3. August 2001 heiratete sie Lothar Nels. Bereits am 18. Oktober 2001 kam Sohn Sascha zur Welt, am 18. März 2003 folgte Tochter Lina. Mit 14 Jahren erfuhr sie, dass sie aufgrund eines Gendefekts Probleme mit ihrer Niere bekommen würde. Im Jahr 2016 spendete ihr Stiefvater ihr eine Niere.

## Karriere
Nels ist durch die Fastnacht zum Singen auf Platt gekommen. Mit ihren Geschwistern und Cousins trat sie als die „Platt-Fees“ (Anspielung auf die „Bläck Fööss“) auf, wobei sie jedes Jahr neue Lieder umdichteten. Mit zwölf Jahren lernte sie in der Schule, Gitarre zu spielen. Eigentlich wollte sie in den Schreibmaschinenkurs, doch dieser war erst ab der siebten Klasse. Sie ist seit 1998 als Musiklehrerin tätig. Im Hotel Plein gab sie ihr Debüt als Mundartsängerin, wo der SWR4 1999 die Mundart-Tournee „Mussik, Sprooch un Wein“ ins Leben rief. Im Jahr 2000 beginnt sie mit der Produktion eines Videoclips für das SWR-Fernsehen, der den Titel „De ous dem Islek“ trägt und ein Film über die Region Islek ist. Nels veröffentlichte ihr erstes Album Su ass et! im Jahr 2005. Die erste Präsentation fand im Haus Beda in Bitburg statt und war so überlaufen, dass sogar Personen nach Hause geschickt werden mussten. Bei der Eröffnung der Wanderausstellung „Migration“ des Landes Luxemburg sang sie 2007 ihre Lieder „op Platt“ auf Ellis Island in New York City.

## Diskografie

### Alben
- Su ass et! (2005)
- Bleiw doch, wie de bass! (2007)
- Gedama (2013)
- Da! (2021)